# Hyperolius platyceps
Hyperolius platyceps és una espècie de granota de la família dels hiperòlids que viu a Angola, Camerun, República Centreafricana, República del Congo, República Democràtica del Congo, Guinea Equatorial i Gabon.